# Collyriinae
Collyriinae sind eine kleine, in der Paläarktis verbreitete Unterfamilie der Schlupfwespen. Eine Art (Collyria coxator) ist nach Nordamerika eingeschleppt. Es sind derzeit drei Gattungen mit insgesamt nur 11 Arten bekannt. Zwei Arten sind in Mitteleuropa verbreitet.

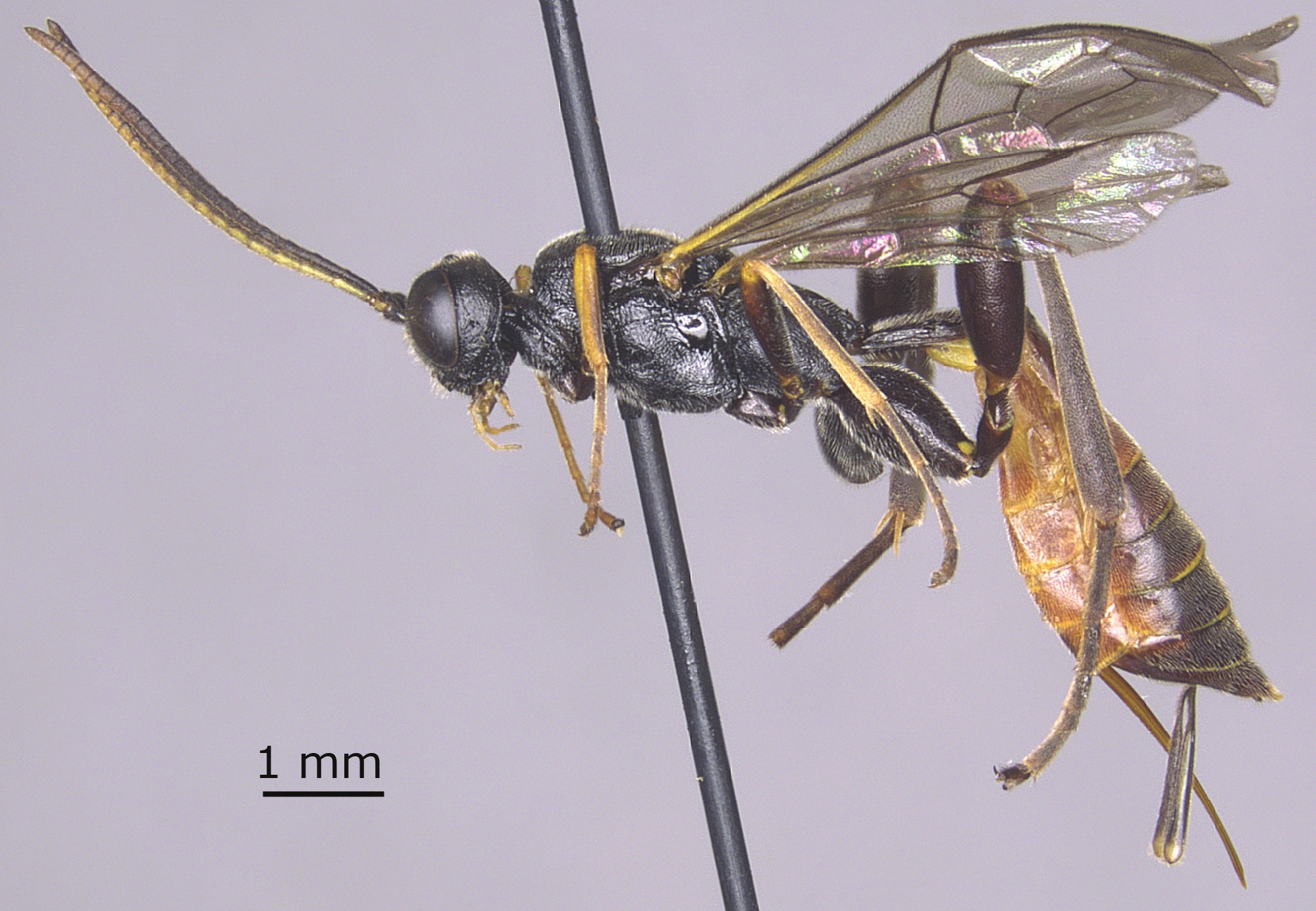
Collyria trichophthalma, Weibchen aus der Ukraine

## Morphologie

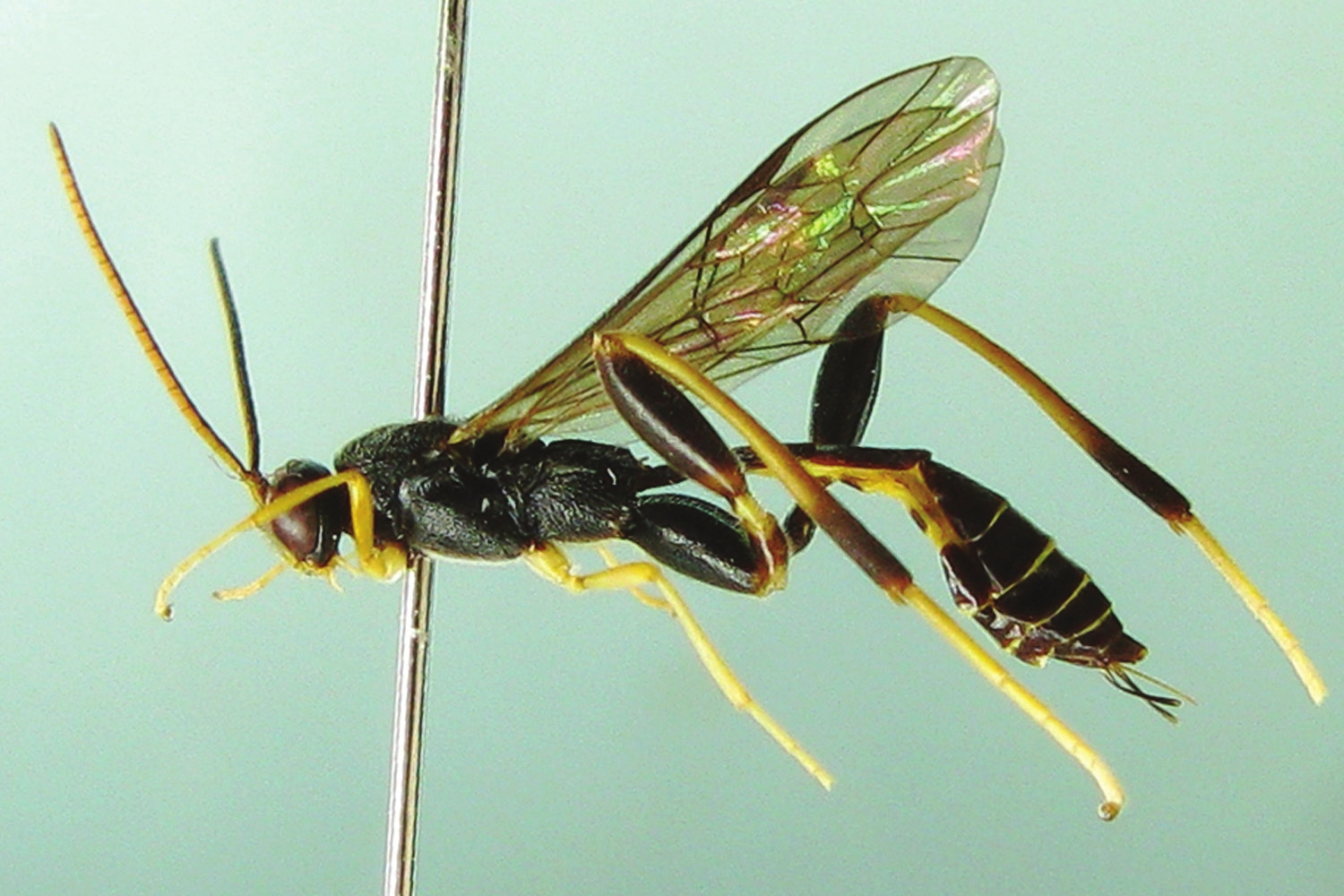
Bicurta sinica aus China

Collyriinae sind mittelgroße Schlupfwespen mit einer Vorderflügellänge von 5 bis 7 mm. Sie haben an der Spitze des Clypeus einen schwachen medianen Zahn. Das Propodeum ist lang, meist ohne querverlaufende Carinae. Die Antennen sind relativ kurz. An den Vorder- und Mittelbeinen haben die Krallen einen kleinen Zahn in der Mitte. Die Coxa der Hinterbeine ist relativ lang. Die Weibchen können an ihrem Legebohrer erkannt werden. Dieser ist lang und gebogen, scharf zugespitzt mit winzigen Zähnen an der Ventralseite.

## Lebensweise
Die Collyriinae sind Endoparasitoide von Halmwespen. Die Biologie ist vor allem bei C. coxator genauer bekannt, dürfte sich aber bei den anderen Arten der Gattung nicht wesentlich unterscheiden. Das winzige Ei wird in ein Wirtsei hinein gelegt. Das Halmwespenei ist verborgen im Gewebe seiner Nahrungspflanze, dem Weizen (Triticum aestivum bei C. coxator). Die Wirtslarve entwickelt sich weiter und die Collyria-Larve lebt in ihrem Haemocoel. Das erste und vor allem das zweite Stadium der Collyria-Larve hat eine sklerotisierte Kopfkapsel mit kräftigen Mandibeln, was für Schlupfwespen ungewöhnlich ist. Die Mandibeln dienen dazu, eventuelle andere Parasiten (Hyperparasiten) zu bekämpfen. Im Spätsommer ist die Wirtslarve ausgewachsen und baut einen Kokon im Weizenstängel, wo sie mit dem Parasiten in ihrem Inneren überwintert. Schließlich tötet der Parasit die erwachsene Wirtslarve und schlüpft im Juni des folgenden Jahres, etwa eine Woche früher als die (nicht parasitierten) Halmwespen.
Collyria wurden beim Kopulieren auf Dolden von Bärenklau beobachtet.
Collyria wurde mehrfach in Nordamerika eingeführt, um dort Halmwespen, die an Getreide schädlich sind, zu bekämpfen. Die Versuche waren meist nicht sehr erfolgreich, aber die Art scheint sich etabliert zu haben.

## Systematik
Bis vor kurzem kannte man nur die Gattung Collyria, die beiden anderen Gattungen, Auberitella und Bicurta wurden erst 2011 bzw. 2012 mit je einer Art beschrieben. Die systematische Stellung von Collyria war lange unklar. Sie wurde teilweise in die Acaenitinae eingeordnet. Nach neueren Untersuchungen gehört sie zur Gruppe der Pimliformes (Pimplinae, Poemeniinae, Rhyssinae, Orthocentrinae,  Diplazontinae, und Acaenitinae), möglicherweise durchaus mit näherer Verwandtschaft zu den Acaenitinae.

### Gattungen und Arten
- Aubertiella
  - A. nigricator, Israel und Syrien[5]
- Bicurta
  - Bicurta sinica, China[6]
- Collyria (Verbreitungsangaben nach Taxapad[7])
  - Collyria catoptron, China
  - Collyria coxator, Europa (auch D, A, CH), Nordamerika (eingeführt)
  - Collyria distincta, Spanien
  - Collyria fuscipennis, China
  - Collyria iberica, Spanien, Tunesien
  - Collyria isparta, Türkei
  - Collyria orientator, Israel, Syrien
  - Collyria sagitta, Kasachstan
  - Collyria trichophthalma, Europa (auch D, A, CH)